# Cobitis bilseli
Cobitis bilseli är en fiskart som beskrevs av Battalgil 1942. Cobitis bilseli ingår i släktet Cobitis och familjen nissögefiskar. Inga underarter finns listade i Catalogue of Life.
Arten förekommer endemisk i sydvästra Turkiet i vattendrag som mynnar i Beyşehirsjön. Utbredningsomådet är endast lite större än 5 km². Vattendragen kännetecknas av sand eller grus på grunden samt av många vattenväxter.
Beståndet hotas främst av introducerade konkurrenter eller fiender som bandslätting, Knipowitschia caucasica, gös och Alburnus escherichii. I viss mån sker vattenföroreningar. IUCN kategoriserar arten globalt som starkt hotad.